# Autopista de Navarra

Señal de confirmación de la autopista AP-15.

La autopista de Navarra o AP-15 (también denominada en euskera Nafarroako autobidea) es una autopista del norte de España, que tiene una longitud de 112,15 km, empieza en el enlace 17 de la autopista AP-68 y finaliza en el punto kilométrico 112,15 en Irurzun; a partir de esa localidad se denomina autovía de Leitzaran con dirección a San Sebastián y Francia. De la AP-15 nace la autovía de la Barranca (A-10) en Irurzun con dirección a Vitoria. 
La autopista está dividida en dos tramos (Tudela-Noáin y Berriozar-Irurzun) ambos unidos por un tramo de autopista libre de peaje, la ronda de Pamplona Oeste (A-15).
Dispone de tres áreas de servicio: Valtierra, Imárcoain y Zuasti. Tiene 28 enlaces, de los cuales 7 son parciales y 21 son totales. Fue construida entre 1974 y 1980. El tramo comprendido entre los puntos kilométricos 83 y 96 no tiene peaje, conforma la ronda de Pamplona Oeste y conserva la denominación antigua: A-15. 
La Sociedad Concesionaria del Gobierno de Navarra es la empresa Autopistas de Navarra, S.A., más conocida por su acrónimo «Audenasa» cuyo 50 % pertenece al grupo Itínere y el otro 50 % restante al Gobierno de Navarra.
Es la vía rápida que vertebra Navarra de norte a sur. El tema de la supresión o reducción de los peajes es un tema político recurrente y controvertido en la Comunidad Foral.

## Historia
- Julio de 1973:[5] constitución de la sociedad.
- Enero de 1976: inauguración el primer tramo de Noáin-Tafalla.
- Julio de 1977: inauguración el segundo tramo de Tafalla-Castejón.
- Septiembre de 1978: inauguración el enlace de la AP-68 con Castejón.
- Marzo de 1980: inauguración autopista completa, el último tramo Berriozar-Irurzun.
- Mayo de 1984:[6] compra de acciones entre el Gobierno de España y la Diputación Foral de Navarra.
- Diciembre de 1993: fin del periodo de saneamiento.
- Octubre de 2003:[7] el Estado vende su participación en la sociedad, mantenida a través de ENA (Empresa Nacional de Autopistas), al grupo liderado por Sacyr, S.A.
- Junio de 2029:[8] fecha de reversión al Gobierno de Navarra.

## Ramal AP-15 desde N-113
El denominado Ramal AP-15 desde N-113 o AP-15-R es un vía accesoria de 13,07 km que comienza en la N-113 en Corella y finaliza en la AP-15 en Castejón. El catálogo oficial de Carreteras de Navarra lo clasifica como autopista. Hace las funciones de enlace entre la AP-15 y la N-113, completando así la ruta Pamplona - Madrid.

## Tramos
| Denominación | Tramo | Kilómetros | Año servicio                                              |
| ------------ | --- | ---------- | --------------------------------------------------------- |
| AP-15        | Enlace con la AP-68 - Castejón Sur A-68                                                                          | 5          | 1978                                                      |
| AP-15        | Castejón Sur A-68 - Castejón Norte                                                                               | 8          | 1978                                                      |
| AP-15        | Castejón Norte - Tafalla                                                                                         | 45         | 1977                                                      |
| AP-15        | Tafalla - Noáin PA-30                                                                                            | 35         | 1976                                                      |
| A-15         | Ronda de Pamplona Oeste Tramo: Noáin PA-30 - Berriozar PA-34                                                     | 13,9       | 1991                                                      |
| AP-15        | Berriozar - Irurzun Tramo original: Berriozar PA-34 - Irurzun A-10 Tramo ampliado: Gulina - Nudo de Irurzun A-10 | 17,3 3,2   | 2 carriles por sentido: 1980 3 carriles por sentido: 1992 |

## Salidas
| Número de Salida | Nombre de Salida                                                    | Carretera que enlaza |
| ---------------- | ------------------------------------------------------------------- | -------------------- |
| 1                | Zaragoza - Logroño - Bilbao                                         | AP-68 E-804          |
| 6                | Tudela - Zaragoza                                                   | A-68 N-232           |
| 13               | Soria - Madrid                                                      | N-113                |
|                  | Peaje de Marcilla                                                   |                      |
| 29               | Peralta - Marcilla                                                  | NA-128               |
| 49               | Olite                                                               | N-121                |
| 50               | Tafalla (sur) - Olite - Zaragoza - Madrid                           | N-121                |
| 56               | Tafalla (norte) - Pueyo - Pamplona                                  | N-121                |
| 69               | Puente la Reina                                                     | NA-601 A-12          |
|                  | Peaje de Imárcoain                                                  |                      |
| 78               | Área de Servicio Imárcoain - Ciudad del Transporte                  |                      |
| 79               | Noáin - Beriáin - Zaragoza - Madrid                                 | N-121                |
| 80a              | Jaca - Huesca                                                       | A-21                 |
| 80b              | Noáin - Beriáin                                                     | N-121                |
| 81               | Tudela - Zaragoza - Madrid                                          | N-121                |
| 82               | Noáin Sangüesa - Jaca                                               | A-21                 |
| 83a              | Noáin - Huarte - aeropuerto                                         | PA-30                |
| 83b              | Pamplona                                                            | PA-31                |
| 83               | Huarte Noáin - Noáin                                                | PA-30 PA-31          |
| 85               | Pamplona - Esquíroz                                                 | NA-6001              |
| 88               | Pamplona - Zizur Mayor - Estella - Logroño                          | A-12                 |
| 89               | Landaben - Ronda Norte                                              | NA-30                |
| 92               | Orcoyen - Arazuri                                                   | PA-30                |
| 97               | Pamplona - Berriozar - Pamplona - Vitoria - San Sebastián - Francia | PA-34 N-240-A        |
| 102              | Área de Servicio Zuasti                                             |                      |
|                  | Peaje de Zuasti                                                     |                      |
| 109              | Aizcorbe - Pamplona                                                 | N-240-A              |
| 112              | Alsasua - Vitoria                                                   | A-10                 |
|                  | San Sebastián continúa por A-15                                     | A-15                 |